# Adam Jamieson
Adam Jamieson (Barrie, Ontario, 12 de febrer de 1996) és un ciclista canadenc, professional des del 2017 i actualment a l'equip An Post-ChainReaction. Combina la carretera amb el ciclisme en pista.

## Palmarès en pista
- 2017
  -  Campió del Canadà en Persecució per equips

### Resultats a laCopa del Món
- 2016-2017
  - 1r a Apeldoorn, en Persecució per equips